# パパーハ
パパーハ (ラテン文字: Papakha、英語ではアストラハン・ハット (英: Astrakhan hat) としても知られる) はコーカサス地域で着用されている毛皮の帽子である。パパーハという単語は、テュルク系民族の被る帽子パパークに由来する。

## 概説

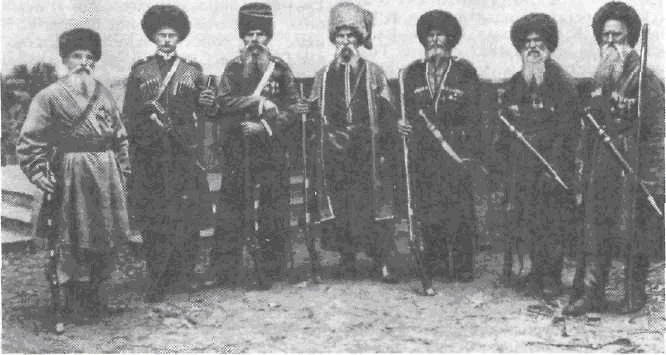
整列したコサック兵士。帽子には筒型のものと丸いものがある

パパーハ、もしくはパパハと呼ばれる帽子には2種類あり、ロシアのパパーハは筒型の高い毛皮帽であり、通常カラクールの毛皮を用いて製作される。折りたたみ式の耳当てが付いているものもある。クバンカ (Кубанка)と呼ばれるタイプは丸く短く、毛足が長い。
分厚い毛皮の巨大な帽子は打撃や斬撃から頭部を保護するため、コサック騎兵が軍装の一部に好んで着用するようになった。ロシア帝国がコーカサス山脈地域の征服を行った際にロシア帝国軍の間で使用されるようになり、1855年にコサックの公式の制服として取り入れられた。その後ロシア帝国の他の騎兵連隊にも取り入れられた。
ロシア革命後すぐ、パパーハはロシア帝国時代を象徴する存在であり、ロシア帝国の多くのコサック兵団がボルシェヴィキに反抗して戦ったという理由により、赤軍の新たな制服から外された。ロシア内戦の期間中、多くのボルシェヴィキ騎兵やヴァシーリー・チャパエフのような将校は、彼らがコサック出身であり騎兵の制服として常用していたという理由からパパーハもしくはクバンカを被っていた。
パパーハは1935年に軍装として再び取り入れられたが、1941年には将官など高級軍人専用のものとなり、パパーハは地位を象徴する存在となった。1994年、パパーハはそれまでのものよりも低い、耳あてなしの帽子となったが、これはカフカスの温暖な気候に適応しても、寒冷地では使用に向かず、強風から耳を守る効果もなかった。そのため使用に耐えないという現場の申し立てにより、再び軍の装備から外された。
パパーハを軍の装備から外そうという試みはボリス・エリツィン政権時代に、それまでのソビエト連邦の伝統を廃止し、新たな国の政治体制確立公約を象徴的に実証するための試みとして実行されたが、2005年、パパーハは再び軍の装備に復帰した。
ジョージアのパパーヒは毛皮で造られており、円筒型の形状をしている。パパーヒはジョージアの山間部、特にプシャヴィー、クヘヴィ、ムティウレティ、トゥシェティなどにおいて着用されることが非常に多い。

## 各言語での呼び名
- ウクライナ語: папаха パパーハ
- ロシア語: папа́ха; IPA: [pɐˈpaxə] パパーハ
- グルジア語: ფაფახი [pʰapʰaxi] パパヒ
- アルメニア語: փափախ パパーハ
- アゼルバイジャン語: papaq パパーグ
- チェチェン語: холхазан куй ホルハザン・クイ
- トルクメン語: telpek テルペク
- ウズベク語: choʻgirma チョギルマ

## ギャラリー

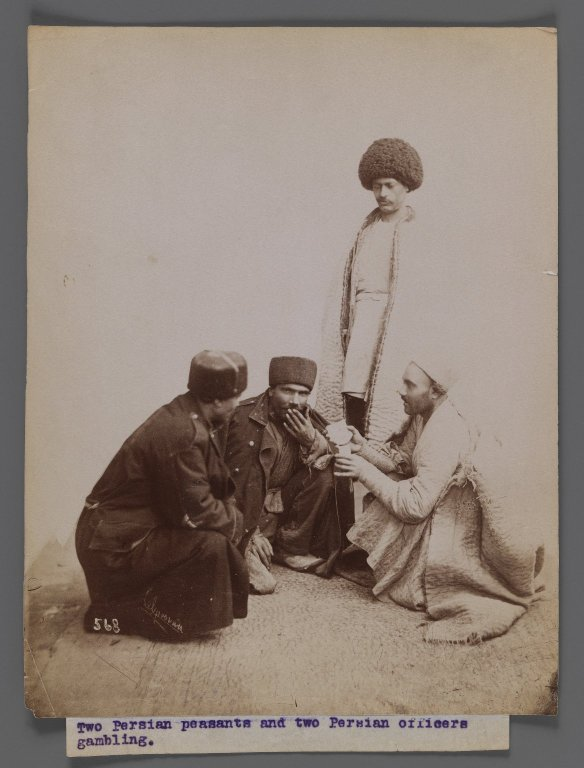
パパーハを被る二人のイラン人農民とギャンブルをする将校、1876～1933年、ブルックリン美術館
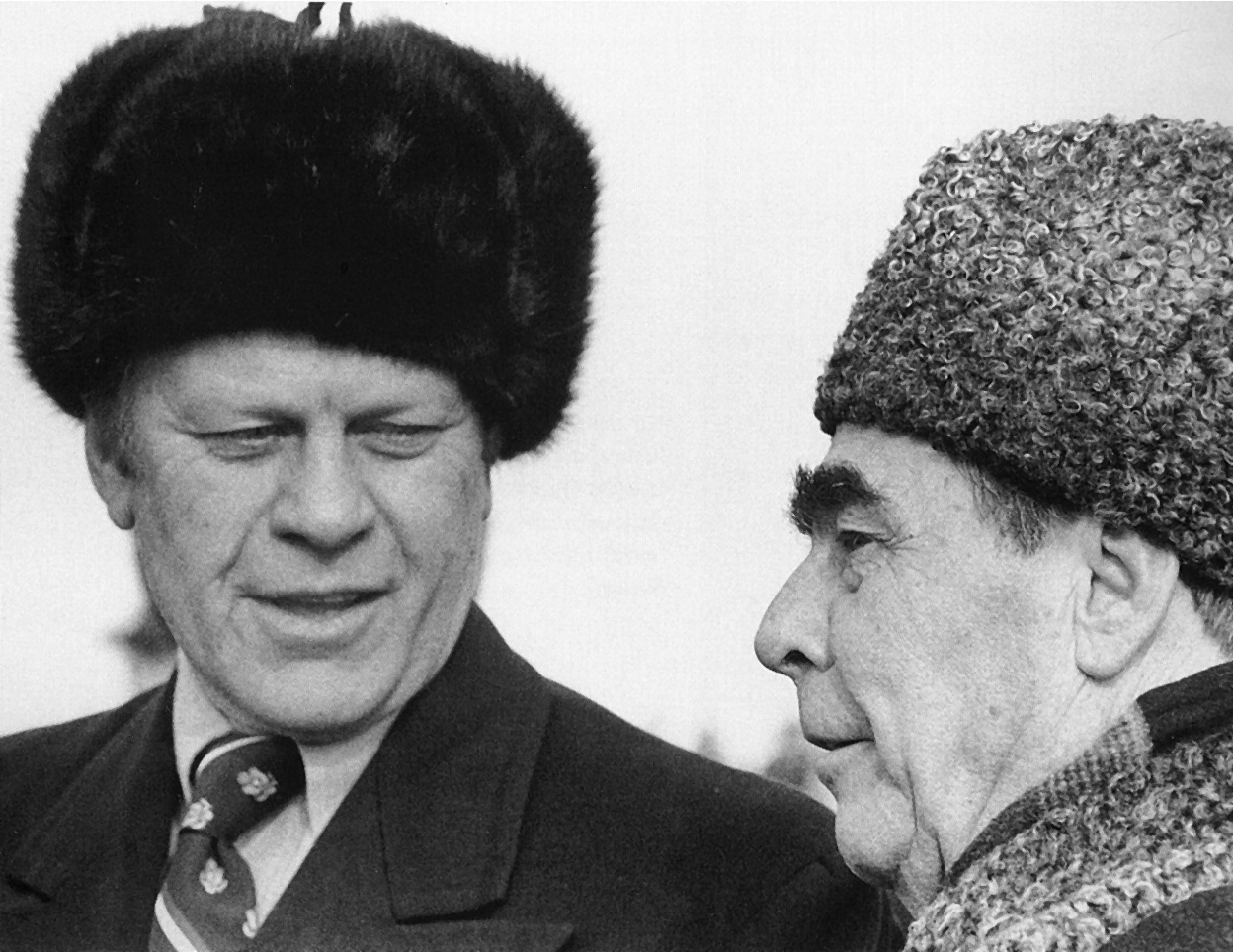
パパーハを被るレオニード・ブレジネフ (右) とウシャーンカを被るジェラルド・R・フォード、1974年ウラジオストクにて
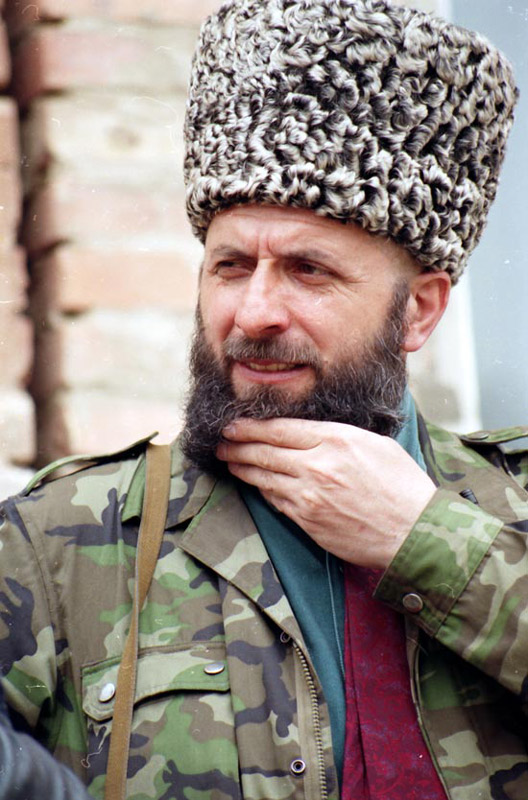
パパーハを着用するゼリムハン・ヤンダルビエフ
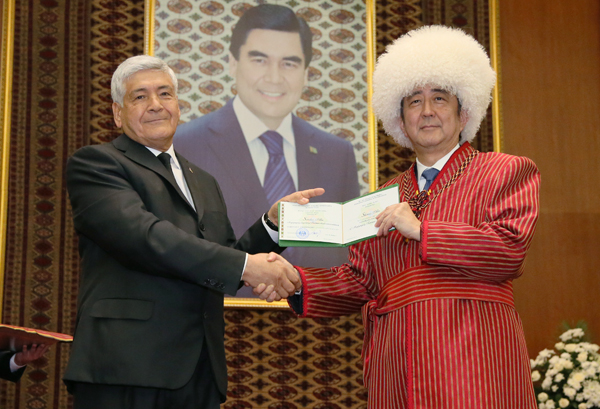
訪問先のトルクメニスタンでテルペクをかぶった安倍晋三
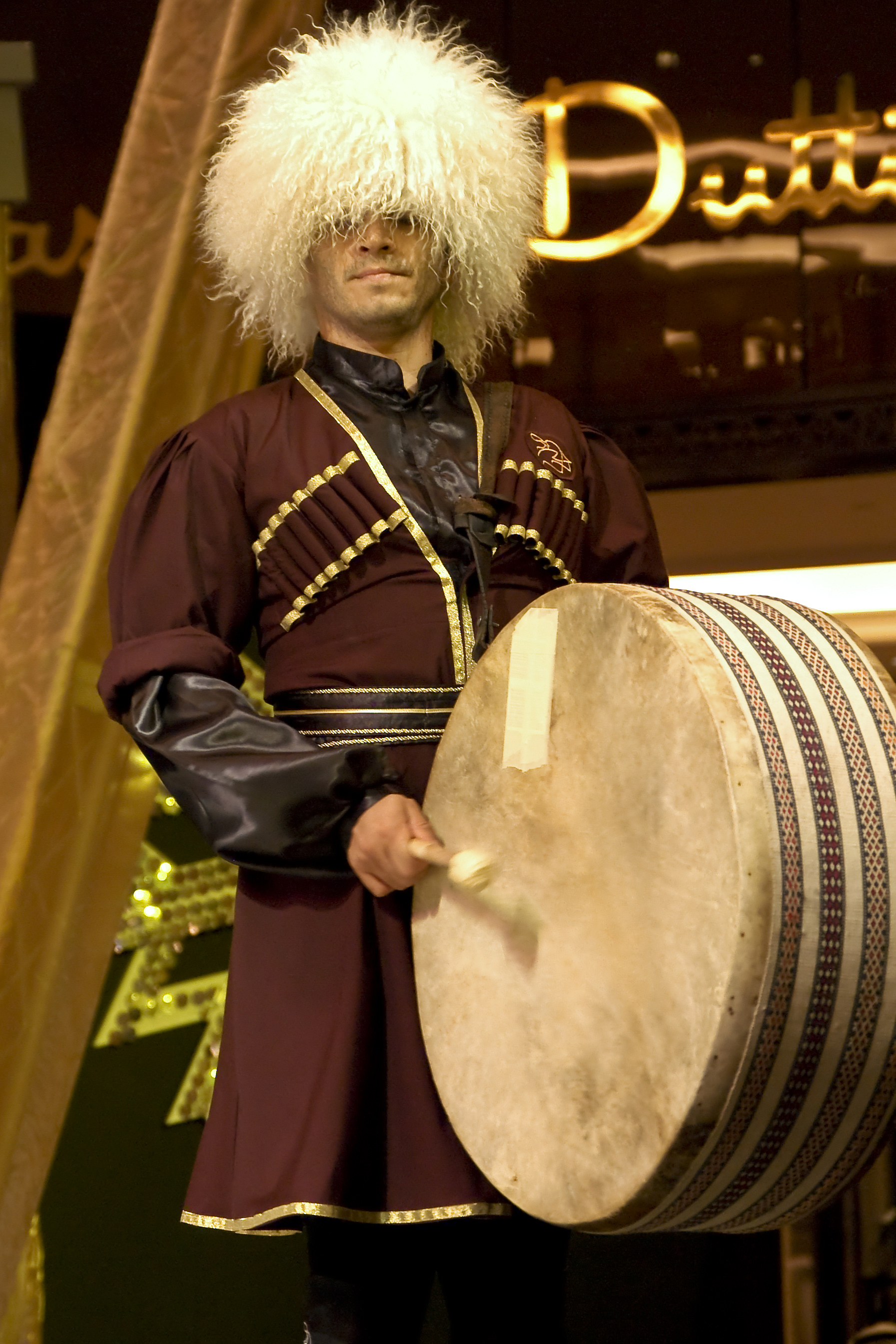
アゼルバイジャンの伝統的民族服と、パパーグを着用した男性。
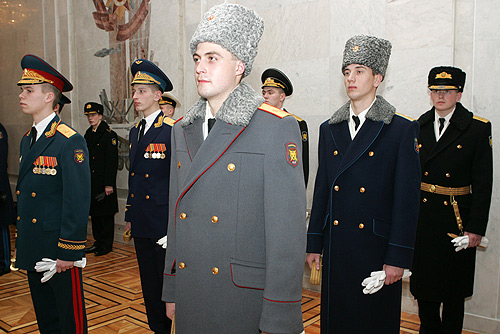
パパーハを着用するロシア連邦軍将校